# Cryptoblepharus burdeni
Cryptoblepharus burdeni es una especie de escincomorfos de la familia Scincidae.

## Distribución geográfica
Es endémica de las islas de Komodo, Padar y oeste de Flores (Indonesia).